# 1714 у літературі

## Книги
- «Байка про бджіл» — книга Бернарда де Мандевіля.

### Поезія
- «Викрадення локона» (англ. «The Rape of the Lock») — поема Александера Поупа.

### Нехудожні
- «Монадологія» — праця Вільгельма Ляйбніца.

## Народились
- 1 січня — Крістіонас Донелайтіс, литовський поет.
- 16 грудня — Джордж Вайтфільд, англійський проповідник.

## Померли
- 22 червня — Метью Генрі, уельський коментатор Біблії.
- 4 липня — Антоніо Мальябекі, італійський вчений, бібліотекар.